# Banca Provinciale Lombarda
La Banca Provinciale Lombarda è stata una banca italiana e operò principalmente nel settore agricolo.

## Storia
La Banca Provinciale Lombarda nacque il 19 aprile 1932, a seguito della fusione del Banco Sant'Alessandro con la Banca Piccolo Credito Sant'Alberto, il Piccolo Credito del Basso Lodigiano, il Banco San Siro e il Credito Pavese.

### Primi anni
Questa operazione fu voluta dal senatore Stefano Cavazzoni che, ricevuto da Mussolini l'incarico di salvare le piccole banche di matrice cattolica coinvolte nella crisi degli anni '30, affidò la gestione della fusione a Giovanni Goisis, poi nominato direttore generale del nuovo Istituto.
Nei primi anni di attività la Provinciale Lombarda operò principalmente nel settore agricolo: fu infatti autorizzata all'esercizio del credito agrario nelle province di Bergamo, Cremona, Mantova, Pavia, Brescia e Milano. Nel 1933 i finanziamenti erogati a favore dell'agricoltura ammontarono a 140 milioni di lire ma, nel secondo dopoguerra, l'attività creditizia si rivolse maggiormente a favore dei comparti industriale e commerciale, sia per venire incontro alle mutate esigenze dell'economia locale, che per gli avvicendamenti che si verificarono ai vertici dell'Istituto con l'ingresso di nuovi azionisti, molti dei quali industriali. Nel 1932 venne nominato Presidente della Banca Provinciale Lombarda l'Avvocato Luigo Colombo; carica che mantenne per oltre un quarantennio.

### Il secondo dopoguerra
Alla fine della seconda guerra mondiale, infatti, come la maggior parte delle banche italiane, anche la Provinciale Lombarda dovette affrontare il problema della mancanza di liquidità e dell'adeguamento del proprio capitale alle esigenze della ricostruzione post-bellica.
L'impossibilità dell'Istituto centrale di credito, detentore del pacchetto di maggioranza della Banca, di partecipare all'aumento di capitale, aprì la strada all'ingresso di nuovi azionisti, come l'industriale Carlo Pesenti che, dal 1947, sedette nel Consiglio di amministrazione della Banca, per poi aggiudicarsi il definitivo ingresso dell'Istituto nel gruppo Italmobiliare.

### Ingresso nel gruppo Italmobiliare
Nel 1952, da quando la maggioranza azionaria della Banca era passata nelle mani della “Italmobiliare” e dopo l'allontanamento del direttore generale rag. Goisis, l'ing. Carlo Pesenti, principale esponente della Società stessa, si era orientato ad affidare la D.G. della banca a due Condirettori Generali: rag. Luigi Ciocca e rag. Aldo Gilberti.
I settori di attività, concordati tra i due Cond.Gen.prevedevano rispettivamente l'operatività di L.Ciocca sulle Sedi di Milano e Bergamo e di A.Gilberti sulle restanti Sedi e province lombarde.
Le nomine venivano deliberate dal Consiglio di Amministrazione della Banca nella seduta del 4 Giugno 1952 e la notizia riportata il giorno dopo dai quotidiani finanziari “Il Sole 24 Ore” nonché dall'Eco di Bergamo e dalla “Provincia “ di Cremona.
La gestione del Rag.Gilberti, profondo conoscitore del mondo economico-agricolo lombardo, procurò all'Istituto fin dall'inizio,una vertiginosa crescita della raccolta e degli impieghi.
Ciò soprattutto nel cremonese,suo luogo di nascita nel quale era ben conosciuto,nel lodigiano e nel pavese ,ove aveva in passato già svolto la propria attività, avendo collaborato con la Banca Nazionale Agricoltura, in qualità di Procuratore e Vice Direttore della Sede di Milano e quindi Direttore della Filiale di Pavia.
Grazie al suo operato ,in tutta la Lombardia si accrebbe notevolmente anche il numero delle Filiali incluse le Agenzie specie nelle valli bergamasche.
I lusinghieri risultati raggiunti e citati nelle note storiche, che qui si vogliono completare, quintuplo del patrimonio sociale, sestuplo della raccolta e degli impieghi in soli dieci anni, sono certamente da attribuire in massima parte all'attività del Rag Gilberti,in quanto conseguiti nelle aree di sua stretta competenza.
In data 31 Marzo 1965, il Rag.Gilberti,già colpito in precedenza da grave infermità, ritenendo di non essere più in grado di svolgere proficuamente il proprio incarico, presentava dimissioni per ragioni di salute, ponendo così fine, dopo oltre dodici anni alla propria collaborazione con la Banca Provinciale Lombarda.
Nel 1967 la Banca acquisì il Credito Legnanese, in seguito ceduto al Banco Lariano di Como, e nel 1983 la Banca di Alessandria (precedentemente, nel 1937, aveva assorbito il Banco San Sebastiano di Sabbioneta).
Nel 1977 la Provinciale Lombarda era la ventiduesima banca italiana per raccolta.

### Cessione
Nel luglio 1984 la Provinciale Lombarda fu acquisita dal San Paolo di Torino per circa 480 miliardi; l'acquisizione portò in dote all'istituto torinese circa 400 000 clienti, una rete distributiva composta da 117 sportelli bancari e un patrimonio complessivo di circa 45 000 miliardi.
Il 20 dicembre 1993 la BPL cessò di esistere anche come marchio e fu completamente inglobata nel San Paolo.